# Буквализм
Буквали́зм — ошибка при переводе с другого языка, заключающаяся в том, что вместо подходящего для данного случая значения слова используется главное или самое известное значение.
В более широком смысле буквализмом называют ошибку переводчика, заключающуюся в передаче формальных или семантических компонентов слова, словосочетания или фразы в ущерб смыслу или информации о структуре.

## Буквализм и семантические кальки
Иногда буквализмы укореняются в русском языке, превращаясь в семантические кальки, например:
- не в своей тарелке: французское слово assiette (тарелка) имеет также другие значения — «положение», «место», «настроение»;
- плоский юмор: французское слово plat (плоский) имеет также другие значения — «пошлый», «простой» (связанные с отсутствием высоких каблуков на обуви простонародья). Также английское слово plain (плоский, ровный) имеет дополнительные значения «простой», «понятный», «примитивный» (например: plain text — компьютерный текст без форматирования, в криптографии этим же термином обозначается незашифрованный текст);
- головные телефоны: английское слово phone чаще всего служит сокращением от telephone (tele — далеко, phone — звук), но имеет также значения «звук речи», «динамик» и другие. Из-за буквального перевода в своё время в советские ГОСТы попали термины «головные телефоны» (headphones — наушники) и даже термин «телефон» в смысле «динамик». Обычный же телефон ГОСТы требовали называть «телефонным аппаратом».

Много подобных буквализмов, возникших при переводе греческих слов на церковнославянский язык, перешли из него в русский:
- православие — δόξα в слове ὀρθοδοξία употреблено в значении «учение, мнение», а не более распространённом в богослужебных текстах «слава»;
- часослов, молитвослов — вторая часть в словах ῾Ωρολόγιον, εὐχολόγιον является формой глагола λέγω, означающего здесь «собирать» (то есть «сборник часов», «сборник молитв»), но понятого переводчиками в значении «говорить»;
- изобразительные (богослужение суточного круга, заменяющее Божественную Литургию при невозможности её отслужить; просторечное «обедница») — τὰ τυπικά здесь означает «уставное, положенное по уставу». Буквальный перевод был осмыслен народной этимологией как «изображающие Литургию».

## Имена собственные. Чувство языка и литературная традиция
Будучи явлением на стыке двух языков, буквализм оказывается стилистическим искажением текста/речи под влиянием практик, отражающих психологические особенности процесса перевода как такового, проводя неоправданное сближение форм из традиций разных языков. В общем случае буквализм может быть выявлен там, где текст даёт возможность предположить, с какого именно языка сделан перевод. Например, географические названия отдалённых местностей, для которых традиция транслитерации в переводящем языке переводчику не известна, имеют тенденцию в переводе отражать нормативные формы исходного языка текста в ущерб этой норме: упоминаемый в тексте на немецком языке Льеж с высокой вероятностью окажется в русском переводе Люттихом (нем. Lüttich), в то же время с французского Регенсбург нередко переводят как Ратисбон (фр. Ratisbonne), а упоминаемый в тексте на английском языке Пекин окажется в русском переводе Бэйцзином или даже Бейджингом (англ. Beijing). То же касается имён персоналий: француз Haussmann (традиционно транслитерируется Осма́н, отражая французскую фонетику, а не этимологически-немецкую графику) в переводе с немецкого (впрочем, с других языков тоже) может стать Хаусманном, а прусский король Фридрих в тексте, переведённом с французского несведущим специалистом — Фредериком (фр. Frédéric).
Характерным буквализмом является передача имён монархов западной традиции в форме транслитерации при наличии давней и устойчивой практики представления их по-русски в латинизированной форме: Луи, Луис или Луиджи вместо Людовик, Чарльз, Шарль или Карлос вместо Карл, Джеймс или Жак вместо Иаков и т. д. Впрочем, в силу исторических причин единого правила здесь не существует: в частности, для ряда имён государей германоязычных стран (Фридрих, Альбрехт), королей Испании и Португалии (а также государств-предшественников: Санчо I, Педро Жестокий, Жуан I), правителей королевств и империй, возникших в поздний период (Людвиг I, Жак I, Педру I, Умберто I), и правителей, чей титул ниже королевского (герцог Жан), эта схема не употребляется вовсе либо может проводиться факультативно. Несколько реже эта же самая ошибка встречается при переводе имён святых или церковных деятелей, например, «Церковь св. Джона» вместо «Церковь св. Иоанна».
Имена нарицательные дают не менее яркие примеры: наименование французского коллежа — колледжем может указывать на то, что исходным языком перевода был английский (или, как минимум, не французский), об этом же говорит наличие в тексте, описывающем континентальные или даже неевропейские реалии, понятий лорд (вместо, например, более нейтрального сеньор или, в ином контексте, помещик), джентри — в английском эти термины имеют универсальное значение, но для русского уха их явственно-английский привкус очевиден и это требует более внимательного словоупотребления.
Очень часто буквализм проявляется при переводе с языка на язык историко-культурных феноменов и реалий, по-разному зафиксированных в соответствующих традициях. В таких случаях переводчик может быть не осведомлён о том, как то или иное явление представлено в языке, на который осуществляется перевод, либо не улавливать порой тонких различий в похожих в целом практиках:
- Александр Великий — как известно, в русских текстах этот персонаж античной истории называется в общем случае Александром Македонским.
- Святой Августин — в русской традиции, в отличие от западной, принято говорить о Блаженном Августине, это отличие сформировало литературную традицию; в отдельных случаях Блаженный Августин может деформировать дискурс (в случае, если это имя упоминается именно в контексте реалий, относящихся к католическому взгляду), однако употребление имени в форме Святой Августин требует вводного указания на сознательность именно такой версии перевода — в противном случае такая практика при переводе является буквализмом.
- Протестантская Реформация — хотя в специальных трудах можно встретить оценку Контрреформации как католической Реформации (термин, подчёркивающий модернизирующие тенденции в посттридентском католицизме), однако в общем случае понятие Реформация не требует уточняющего определения протестантская как автоматически подразумеваемого — в данном случае это буквализм, выдающий, что источником перевода мог быть, например, французский либо английский язык (ср. фр. Réforme protestante, англ. Protestant Reformation).
- Средний Восток — калька с английского Middle East, употребляющаяся вместо русского названия Ближний Восток.
- Оттоманская империя — аналогичная калька с Ottoman Empire, вместо русского названия Османская Империя.

Показательным буквализмом является учащение употребления слова столетие, отражающего черты лексики т. н. «высокого стиля», в ущерб нейтральному век. Чаще всего это указывает на то, что исходным языком перевода был украинский (ср. укр. століття, укр. сторіччя, здесь очевидно прямое влияние), однако не исключено, что это бессознательная калька с какого-либо языка германской группы, где в структуре соответствующего понятия прослеживается корень слова «сто»: ср. англ. century, нем. Jahrhundert, дат. århundrede и т. д. Интересно, что написание числительных в этом контексте также бывает подчинено иностранному влиянию и игнорирует литературную традицию русского языка: восемнадцатое столетие, 18-е столетие может указывать на английский источник (англ. Eighteen century, 18th century), 18 столетие — на немецкий (нем. 18. Jahrhundert), XVIII-й век — на французский (фр. XVIIIe siècle), в то время как по-русски корректным для большинства случаев являются написания XVIII век и XVIII в.
Как правило, такого рода ошибки устранимы на уровне редактуры (или даже корректуры) при условии владения редактором соответствующими знаниями.

## Использование в юморе
Буквализм неопытных переводчиков (а также крайняя его степень при машинном переводе) нередко является предметом шуток. Например, старый анекдот о семинаристе, который выражение «Spiritus quidem promptus est, caro autem infirma» («дух бодр, плоть же немощна» по-латински — Мк. 14:38) перевёл как «спирт хорош, а мясо протухло».
В Рунете в своё время получила широкое распространение юмористическая имитация перевода отрывка из текста инструкции к Windows 95, выполненная якобы системой машинного перевода — переводчиком Poliglossum (такой системы машинного перевода «в природе» не существовало) без основного словаря, но с медицинским, коммерческим и юридическим словарями, получивший название (опять же, благодаря переводчику) «Гуртовщики Мыши».

## Буквализм и ложные друзья переводчика
От буквализмов следует отличать ошибки перевода, связанные с ложными друзьями переводчика — словами разных языков, похожими по написанию и/или произношению, но различающимися в значении.

## Некоторые распространённые буквализмы
Существуют десятки тысяч слов, которые могут быть ошибочно переведены буквально. Здесь перечисляются лишь некоторые примеры. Однако среди них имеются те, что неоднократно повторяются в СМИ (особенно в рекламе) и в печатных изданиях.

### При переводе с английского
- aggressive — не только агрессивный, но и настойчивый.
- communism — в ряде случаев следует переводить сочетаниями типа социалистическая система или коммунистический режим, поскольку соотносится с господствующей идеологией или властью коммунистической партии, а не предполагаемой социальной моделью: с точки зрения доминирующей на Западе либеральной идеологии околомарксистское представление о коммунизме как общественной формации, наследующей социализму (и так и не наступившей) не актуально, зато в России, напротив, современное словоупотребление сформировалось под влиянием догматического дискурса партийной идеологии, в результате чего, например, естественное для английского «крах коммунизма» (ср. Fall of Communism) по-русски звучит как парадокс.
- concrete — не только конкретный, но и бетон, бетонный.
- cool — не только жаргонное крутой, но и прохладный.
- element — наряду со значением элемент означает ещё и стихия.
- gay — не только гомосексуальный, но и весёлый, жизнерадостный.
- government — может обозначать не только правительство, но и государство (а в историческом контексте ещё и губерния).
- king — может означать не только король, но и (в большинстве случаев) царь, например, Roman king — римский король (в Средние века и в Новое время), но царь Рима (в дореспубликанский период римской истории), Babylonian, Macedonian, Aztec, Tongan etc king — вавилонский, македонский, ацтекский, тонганский и т. д. царь, king of the beasts — царь зверей; в то же время английское tsar (tzar) по отношению к России императорского периода соотносится с русским нейтральным император (также государь), а не просторечным царь: например, царь Александр I в переводных текстах — типичный буквализм.
- meditate — имеет, как минимум, 4 разных значения[2].
  - В сочетаниях meditate on, meditate upon оно означает обдумывать, взвешивать (что-л.), размышлять (о чём-л.), а его синонимы — think, consider, study, ponder. Именно в этом значении глагол meditate употребляется во многих[3], но не во всех[4] английских переводах 8-го стиха 1-й главы книги Иисуса Навина. Также: «… and on His law he meditates day and night.» («… и о законе Его (Бога) размышляет он день и ночь») (Псалтирь/Psalms 1:2).
  - Употребляемое без последующего предлога, слово meditate означает
    - иметь целью, намереваться; планировать, затевать;
    - созерцать;
    - медитировать.
- meditation — лишь в специальных случаях означает медитацию, в общем смысле — раздумье, размышление.
- rotation — может обозначать не только вращение, но и поворот.
- solid state — может обозначать не только твёрдое тело, твердотельный, но и полупроводниковый, а в узких контекстах монолитный, транзисторный, светодиодный и т. п., или твёрдую фазу вещества в физике.
- solution — может обозначать не только решение, но и товар, раствор.
- souvenir — не только сувенир, но и воспоминание. См. From Souvenirs to Souvenirs .
- speculation — размышление, предположение, а не только спекуляция.
- strong — может обозначать не только сильный, но и крепкий.

### При переводе с португальского
- aliança — не только альянс или союз, но и обручальное кольцо.
- armado — не только вооружённый, но и армированный (см. арматура).
- aval — достаточно редко аваль, как правило разрешение, гарантия.
- bexiga — не только мочевой пузырь, но и воздушный шарик.
- capadócio — не только уроженец Каппадокии, но и мошенник, шарлатан.
- Слово casa может, в зависимости от ситуации, иметь разные значения — ячейка таблицы, поле шахматной или шашечной доски, палата (в том числе и парламентская), а не только дом.
- chapa — не только печь, плита, но и кандидатура (особенно в Бразилии).
- chegar — не только прибывать, причаливать, но и быть достаточным (в том числе и в выражении chega! — довольно!).
- concreto — не только конкретный, но и бетон.
- criado — не только созданный, сотворённый, но и слуга.
- dinheiro, означающее деньги, в некоторых библейских переводах может означать сребреник (trinta dinheiros — тридцать сребреников).
- Глаголы erguer и levantar, означающие поднять, повысить, также могут означать построить, возвести.
- facilidade — не только лёгкость, но и возможность, способность, удобство.
- Слово faculdade — не только факультет, но и возможность, свойство, право, разрешение. Во множественном числе означает также призвание, пригодность, способность, доступность.
- geração — не только поколение, но и производство.
- globo — не только глобус, но и земной шар, мир.
- graça — не только смешинка или благодать, но и имя.
- gracioso — не только забавный, но и бесплатный.
- instituto — не только институт, но и высшая школа, специализированная школа, специальная школа; например, instituto de cegos — специальная школа для слепых.
- Слово licença может, в зависимости от ситуации, иметь разные значения — разрешение, позволение, отпуск, университетскую степень лиценциата, а не только лицензию.
- mal — не только плохо, но и как только.
- mangueira — не только шланг, но и манговое дерево.
- memória — не только память, но и воспоминание. Во множественном числе может означать мемуары, памятные записки.
- milícias — не только ополчение, но и устаревшее дружина.
- moscovita — не только москвич, но и минерал мусковит.
- passagem — не только проход, переход, но и проездной билет.
- persiana — не только уроженка Персии, но и шторы-жалюзи.
- quadro — не только кадр, но и картина (в. т.ч. и клиническая картина).
- restauração — не только реставрация, восстановление, но и ресторанный бизнес (особенно в Португалии).
- saber — не только знать, но и (чаще с предлогом) иметь вкус.
- sempre — не только всегда, но и всё-таки, однако.
- sociedade — не только общество, но и членство, паевая доля.
- Слово sucesso может, в зависимости от ситуации, иметь разные значения — то, что следует, результат действия (не обязательно положительный), а не только успех.
- título — не только титул или звание, но и право, качество, достоинство. Например, título de residência — вид на жительство.
- Слово unha: помимо известных значений ноготь, коготь может означать также власть, мощь, владение или даже тюрьма.